# Louis Moritz
Louis Moritz (Den Haag, 29 oktober 1773 - Amsterdam, 22 november 1850) was een Noord-Nederlandse kunstschilder.

## Leven en werk
Moritz werd in 1773 in Den Haag geboren. Moritz was voorbestemd voor een loopbaan in het leger, maar hij verkoos zelf een andere richting. Hij voelde zich aangetrokken tot het werken als kunstschilder. Zijn leermeester was de Haagse schilder Dirk van der Aa. Hij volgde ook opleidingen tot kunstschilder aan de Koninklijke Academie voor Schone Kunsten van Brussel en aan de Koninklijke Academie voor Schone Kunsten van Gent. Moritz schilderde zowel genre-, figuur- als paardenvoorstellingen, maar ook interieurs, portretten en historische taferelen. Moritz was tevens verbonden aan de Amsterdamse Schouwburg waar hij de toneelwerktuigen en decoraties beheerde. Zijn contacten in de toneelwereld boden hem de gelegenheid tot het portretteren van acteurs en actrices. Meerdere van deze portretten behoren tot de collecties van de Stadsschouwburg Amsterdam en van het Theater Instituut Nederland. Daarnaast portretteerde hij ook diverse hoogleraren. In het Utrechtse Academiegebouw en in het Universiteitsmuseum aldaar bevinden zich diverse van de door hem geschilderde portretten. Ook aan de Universiteit Leiden is een tiental schilderijen en tekeningen van Moritz aanwezig. Samen met twee collega's schilderde Moritz omstreeks 1816 een panorama-afbeelding van de Slag bij Waterloo. Dit schilderij is niet bewaard gebleven, wel een minder groot door Moritz vervaardigd schilderij getiteld "De Prins van Oranje gewond in de slag bij Waterloo" Zijn schilderij "Een feestmaal op het slot te Muiden" maakt deel uit van de collectie van het Rijksmuseum Muiderslot. Een ander historisch tafereel dat door Moritz werd geschilderd was "Het einde van de Slag bij Nieuwpoort". Het schilderij bevindt zich in de zuidelijke zijbeuk van Onze-Lieve-Vrouwekerk in Nieuwpoort.
Werken van Moritz bevinden zich tevens in de collecties van het Rijksmuseum Amsterdam, het Amsterdam Museum, het Museum Boijmans Van Beuningen, het Joods Historisch Museum, het Gemeentemuseum Weesp, het Museum Simon van Gijn en Paleis Het Loo.
Moritz was erelid van Arti et Amicitiae Amsterdam, waarvan hij een der oprichters was.
Moritz trouwde in 1797 te Amsterdam met de kunstschilderes Annette Reijerman. Hij overleed in november 1850 op 77-jarige leeftijd in zijn woonplaats Amsterdam. 

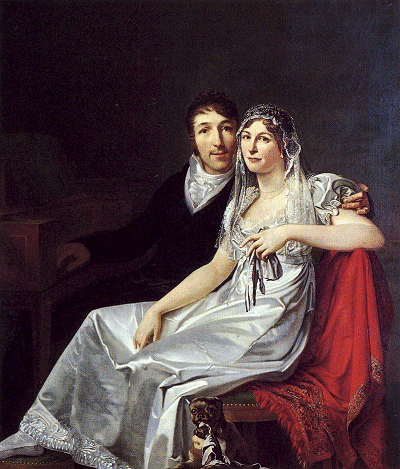
Portret van Bernard Anthoine Fallée en Anthonia Justina Temminck
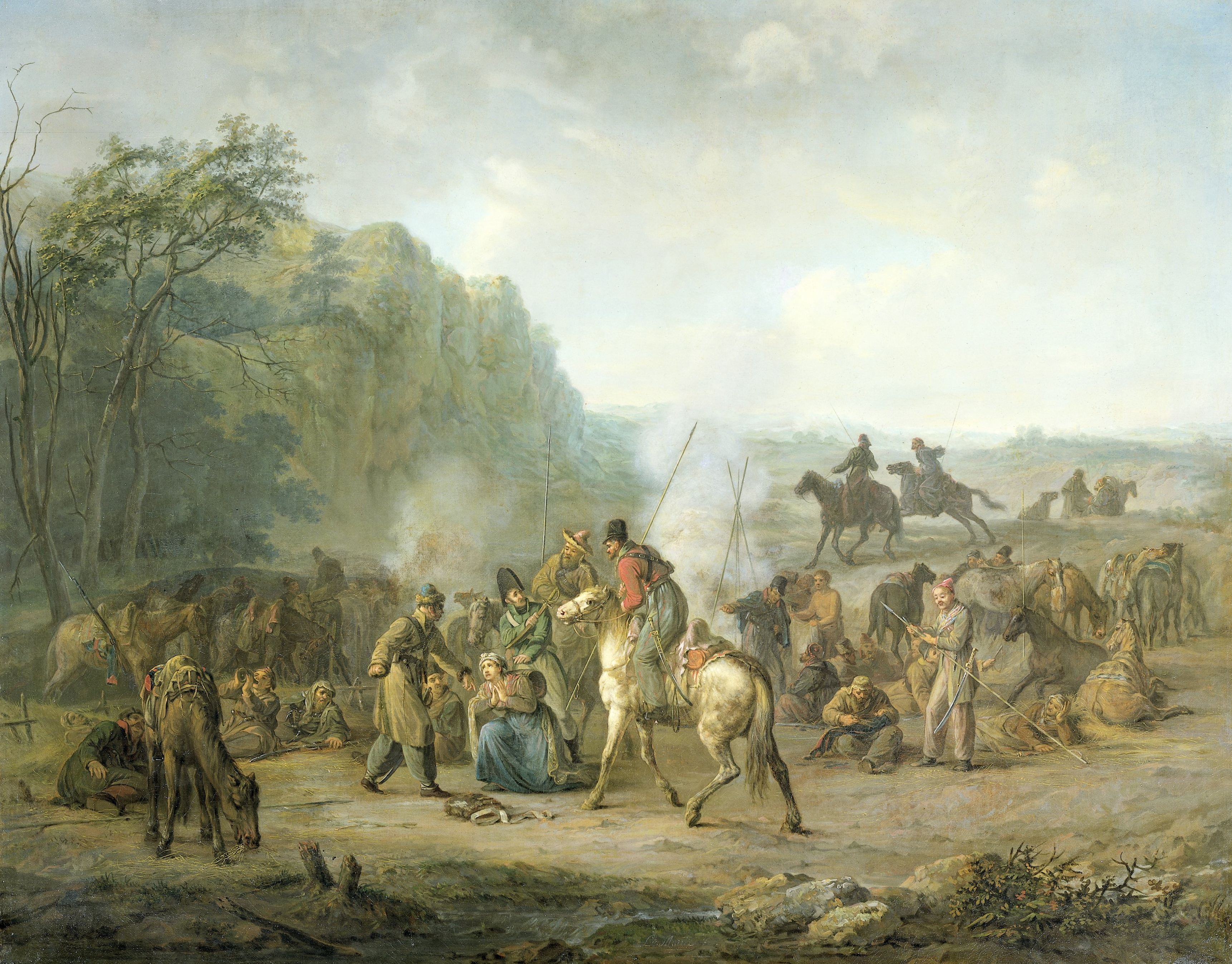
Kozakkenleger
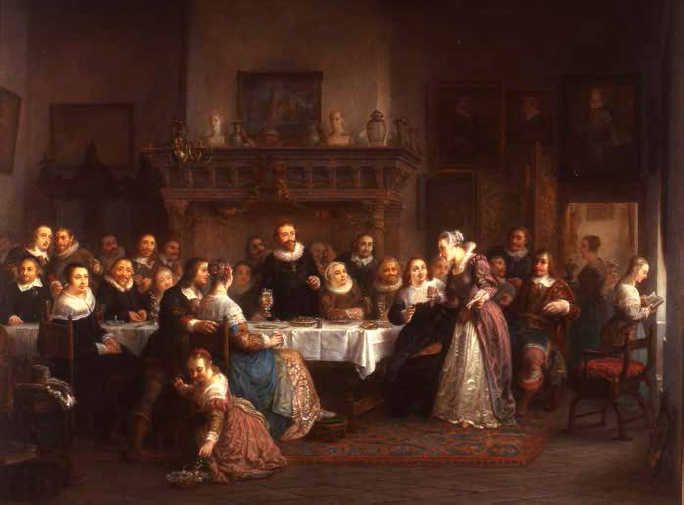
Een feestmaal op het slot te Muiden
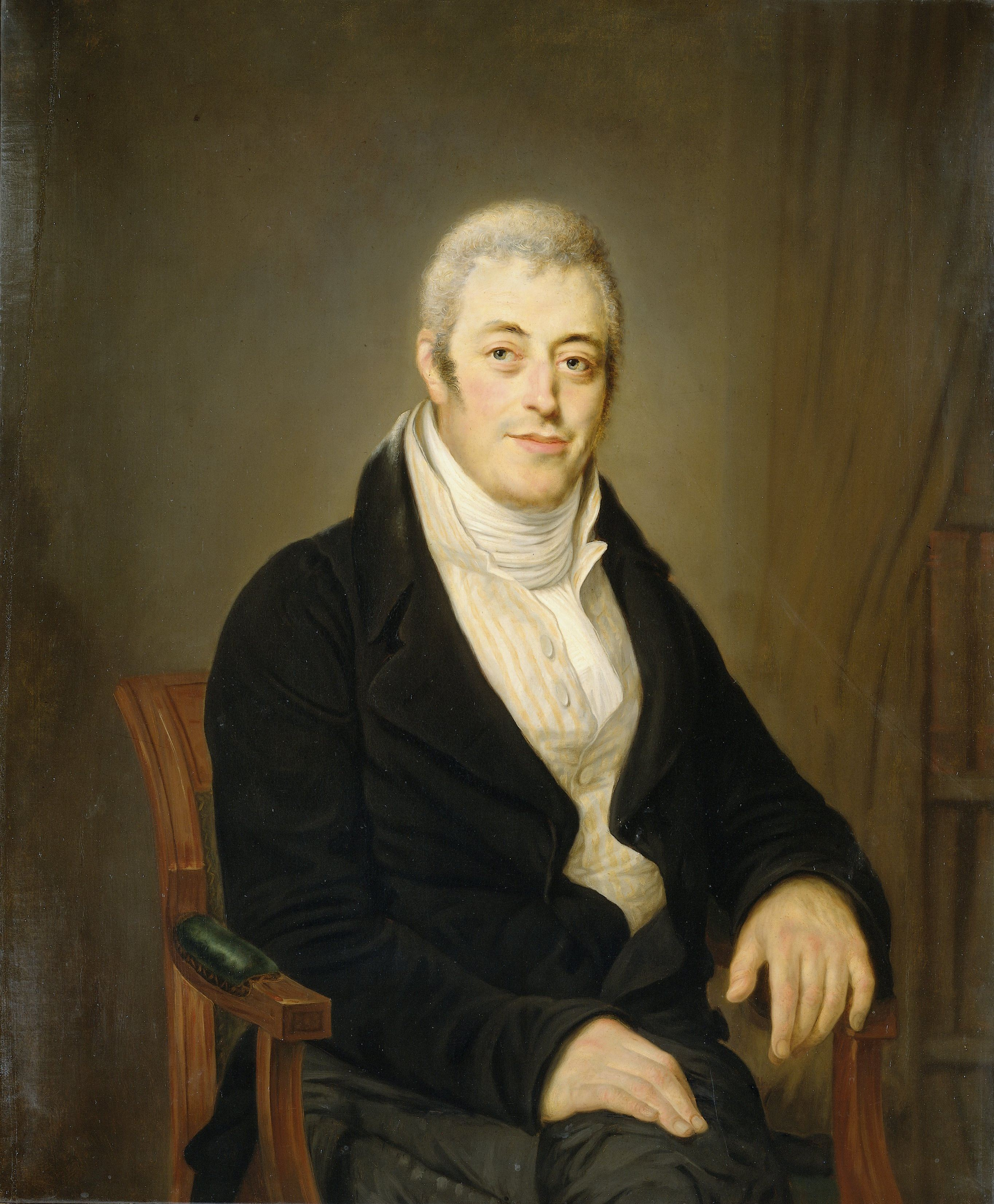
Jonas Daniël Meijer
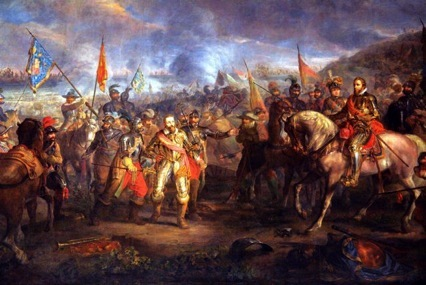
Slag bij Nieuwpoort
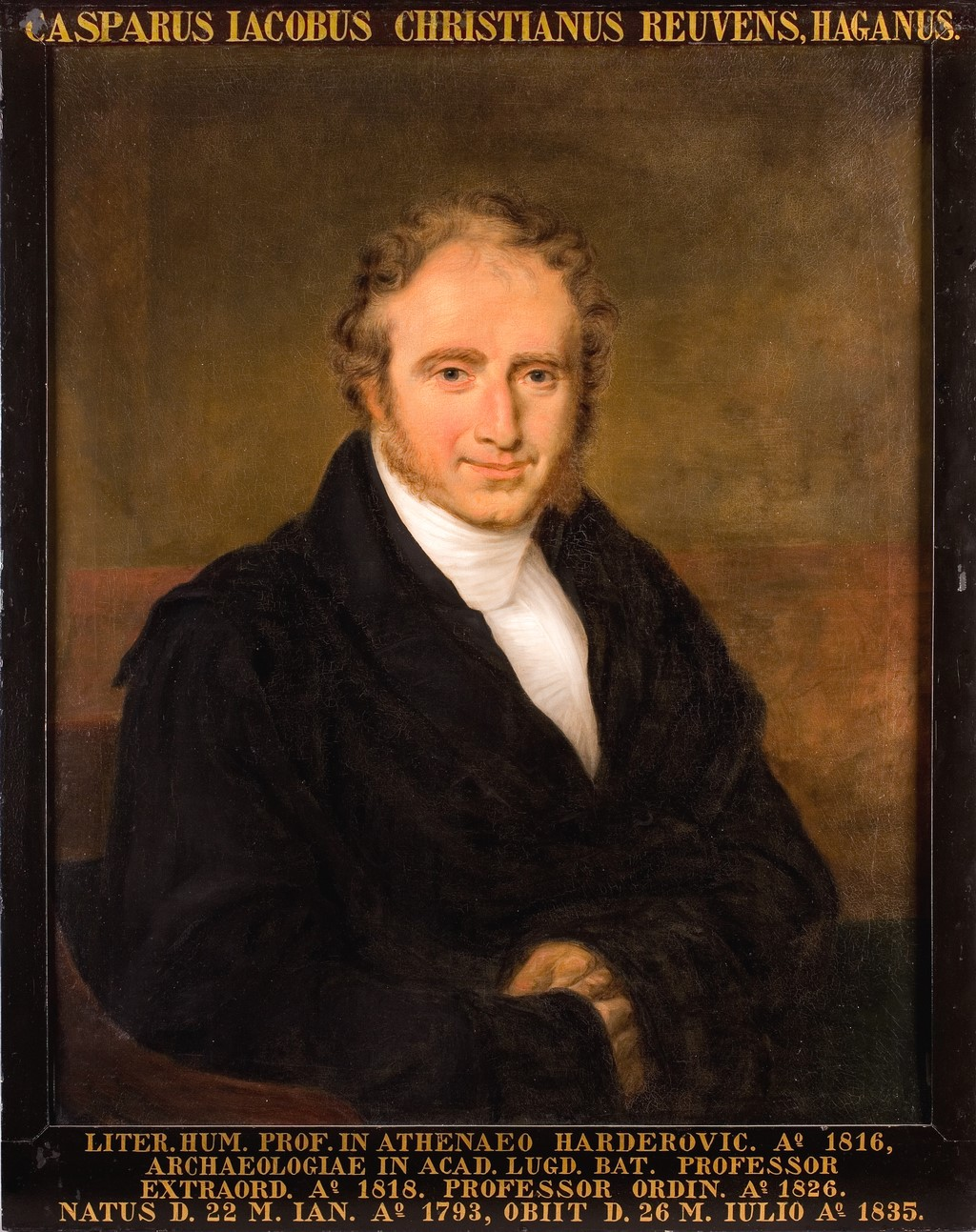
Leids hoogleraar Caspar Reuvens
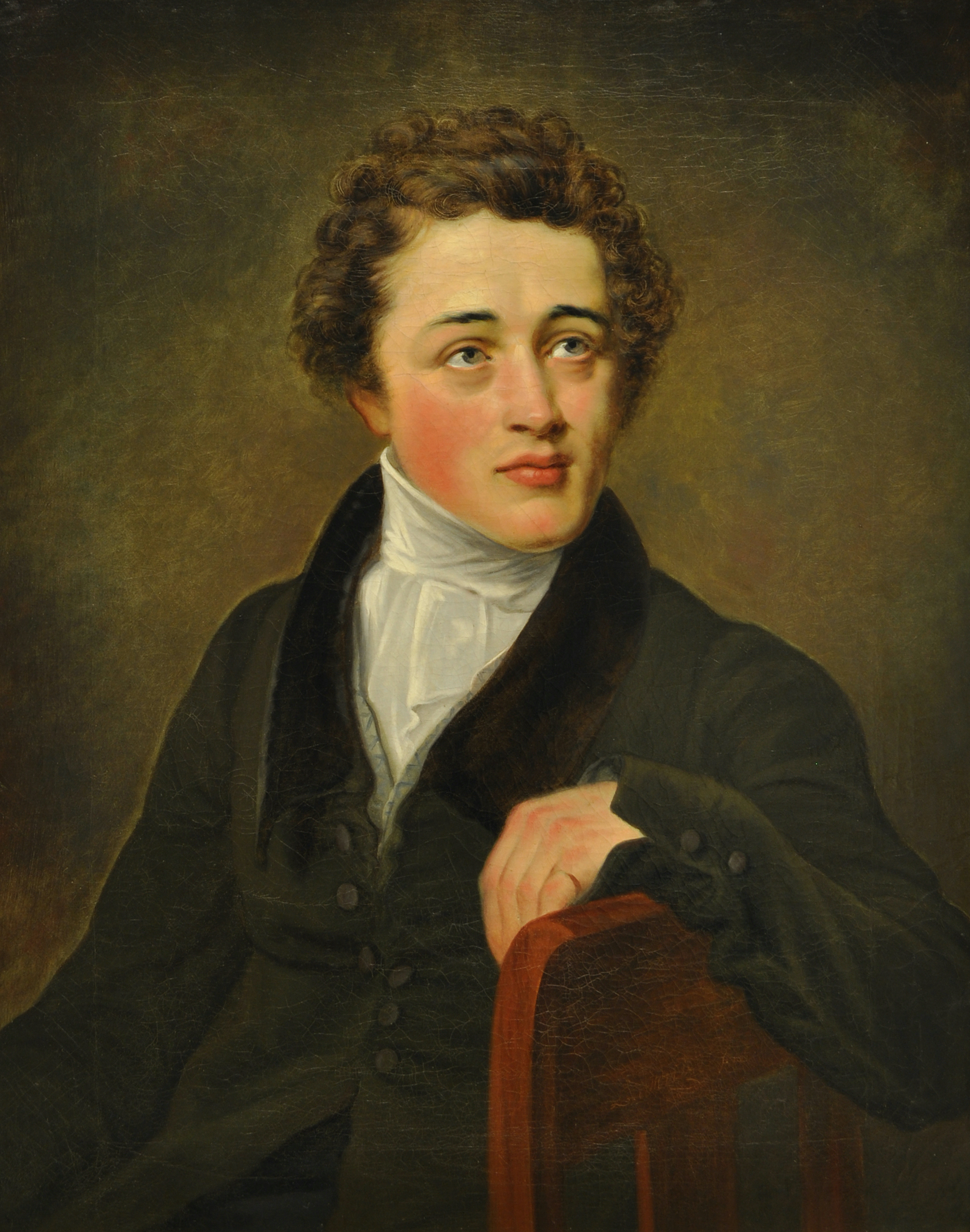
Jacques Antoine Bonebakker

- Biografisch Portaal: 38003629
- Digitale Bibliotheek voor de Nederlandse Letteren: mori017
- International Standard Name Identifier: 0000 0000 7004 3031
- KulturNav: 88688485-939b-4b8d-aef8-616ef526d9cc
- Nederlandse Thesaurus van Auteursnamen: 152857052
- RKD-Nederlands Instituut voor Kunstgeschiedenis: 57779
- Union List of Artist Names: 500011463
- Virtual International Authority File: 95750795
- WorldCat: E39PBJgmRF4bhfVDjptjMHPfbd